# مايك بروير
مايك بروير (بالإنجليزية: Mike Brewer)‏ هو لاعب كرة قاعدة أمريكي، ولد في 24 أكتوبر 1959 في شريفبورت في الولايات المتحدة.

## وصلات خارجية
- مايك بروير على موقعبيزبول رفرنس.كوم (الدوري الرئيسي) (الإنجليزية)
- مايك بروير على موقع إي إس بي إن.كوم (أم.أل.بي) (الإنجليزية)
- مايك بروير على موقع مشجعي الرسوم البيانية (الإنجليزية)